# Linde Verlag
Der Linde Verlag Ges.m.b.H. ist ein österreichischer Fachverlag in Wien, der 1925 als deutscher Industrieverlag und Versandbuchhandel Spaeth & Linde in Berlin gegründet wurde und infolge von Einwirkungen des Zweiten Weltkrieges ab 1944/45 seine Verlagsaktivitäten in seine österreichische Niederlassung verlagerte. Zum heutigen Verlagsprogramm gehören Bücher, Zeitschriften, Neue Medien, Online-Angebote und Seminare, wobei die Schwerpunkte in den Bereichen Steuerrecht, Finanz- und Rechnungswesen, Recht (insbesondere Wirtschaftsrecht) und Betriebswirtschaft liegen.

## Geschichte

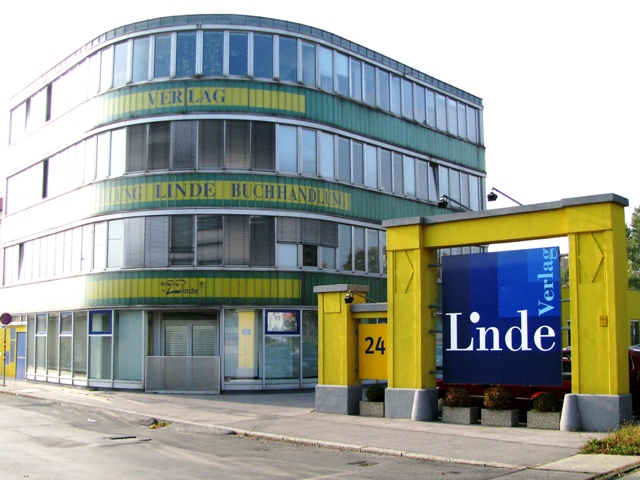
Verlagsgebäude

Kommerzialrat Paul Linde und Hans Jentzsch gründeten 1925 in Wien den Industrieverlag Spaeth und Linde. Die vom Verlag publizierte Österreichische Steuer- und Wirtschaftszeitung wurde mit der erworbenen Zeitschrift für Bilanz, Steuer und Wirtschaft zusammengelegt und zudem im Jahr 1929 die Zeitschrift für Buchhaltung und Steuer hinzugekauft. Bereits seit 1925 erschien neben der Zeitschrift eine Reihe von Fachbüchern zu Steuer- und Wirtschaftsfragen wie z. B. „Die Steuer und Abgabenbelastung in Österreich“, „Das österreichische Schillinggesetz“  und „Goldbilanz in Österreich“.
Die Österreichische Steuer- und Wirtschaftszeitung wurde 1935 umbenannt in Österreichische Steuer- und Wirtschaftskartei (SWK) und umgestaltet: die einzelnen Seiten der Zeitschrift konnten nun in einem mitgelieferten Ordner als Fachkartei geordnet werden. Die SWK ist bis heute das bekannteste Produkt des Verlags.
Nach dem Tod von Paul Linde stand der Verlag ab 1945 für 13 Jahre unter staatlicher Verwaltung. Der seit 1955 in Industrieverlag Linde umbenannte Verlag wurde ab 1958 von Lindes Sohn Peter Linde übernommen und unter dem Namen Industrieverlag Peter Linde geführt. Im selben Jahr wurde eine Versandbuchhandlung gegründet. 
1979 erschien mit dem Kodex Steuergesetze der erste Band einer Publikation von Gesetzessammlungen in Österreich, herausgegeben und konzipiert von Werner Doralt.
Im Jahr 1989 wurden sämtliche Anteile des Verlags von der Familie Jentzsch übernommen. Die Buch- und Zeitschriftenproduktion wurde erweitert, insbesondere um Publikationen über internationales und europäisches Steuerrecht. 
1991 wurde eine Zweigstelle in Prag eröffnet. Linde Praha a. s. ist heute ein juristischer Fachverlag in der Tschechischen Republik. Mit dem Kauf des Eisenstädter Prugg Verlags im Jahr 1994 und dem ab 2003 begonnenen Aufbau eines populären Wirtschaftssegments mit allgemeinen Wirtschaftstiteln und Ratgebern wurde das Programm kontinuierlich um weitere Rechtsbereiche erweitert.
Der Linde Verlag bietet seit 1998 auch aktuelle und praxisorientierte Seminare, Lehrgänge, Konferenzen und Workshops an.
Seit 2008 erscheint mit dem Jahreskommentar JAKOM der einzige Jahreskommentar zum EStG in Österreich. Außerdem wird seit 2009 ein Teil der Fachzeitschriften online angeboten. 

## Verlagsprogramm (Auswahl)

### Bücher

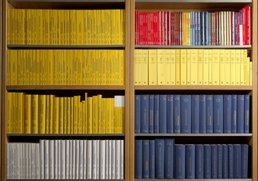
[http://www.lindeverlag.at/content-11-11/buecher/ Buchprogramm des Linde Verlags

Linde Fachbuch
Der Fachbuchverlag beinhaltet ein rein auf den österreichischen Markt abgestelltes Programm – mit den Schwerpunkten österreichisches und internationales Steuerrecht, Finanz- und Rechnungswesen, Recht (insbesondere Wirtschaftsrecht), sowie betriebswirtschaftliche Fachbücher.
Linde Populär
Unter dem Imprint „Linde Populär“ bietet der Verlag seit dem Frühjahr 2003 ein Ratgeberprogramm sowie Wirtschafts-Sachbuchthemen für den österreichischen Markt an.
Linde International
Die Themen in dieser Programmplattform sind überregional bzw. speziell auf den Deutschen Markt ausgerichtet. Mit dem Mega-Print-Partner Stern werden populäre Ratgeber in Kooperation publiziert. Mit der Wirtschaftswoche kooperiert „Linde International“ in der Programmschiene „Wirtschaftssachbuch“.

### Zeitschriften
- SWK – Steuer und Wirtschaftskartei
- SWI – Steuer und Wirtschaft International
- ASoK – Arbeits- und Sozialrechtskartei
- GesRZ – Der Gesellschafter, Zeitschrift für Unternehmens- und Gesellschaftsrecht
- Aufsichtsrat aktuell – Fachinformation für die verantwortungsvolle Kontrolle und Beratung von Unternehmen und Stiftungen
- PV-Info – Die Fachzeitschrift für Personalverrechnung
- iFamZ – Interdisziplinäre Zeitschrift für Familienrecht
- IRZ – Zeitschrift für Internationale Rechnungslegung (Koproduktion mit C.H.Beck/Vahlen und Stämpfli)
- CFO aktuell – Zeitschrift für Finance & Controlling
- BFGjournal
- Sachverständige+'
- bau aktuell – Baurecht – Bauwirtschaft – Baumanegement